# Бронепоезда типа БП-42
Бронепоезда типа БП-42 — бронепоезда РККА Великой Отечественной войны, в 1941—1942 годах построено пять бронепоездов.
Бронепоезда типа БП-42 были переходным типом от довоенных бронепоездов типа БП-35, которых к началу Великой Отечественной около 30-ти, и от бронепоездов типов НКПС-42, и от около 79-ти разных бронепоездов индивидуальной постройки, и от 65 бронепоездов типа ОБ-3, которые строили, начиная с 1941 года (исключая бронепоезда ПВО), к наиболее совершенным советским бронепоездам Великой Отечественной — БП-43.
В общем бронепоезда были однотипны: бронепаровоз с бронированием бортов у котла бронёй толщиной 30 мм (у четырёх типа О, у особого «За Сталина» модернизированный [с двумя дополнительными осями типа 9П]); с двумя бронеплощадками с наклонными бортами — по две пушки Ф-34 в башнях танка Т-34; с одной—тремя зенитными бронеплощадками с 37-ми или 25-мм автоматическими зенитными пушками, или на бронепоездах "Имени газеты «Правда» и "Имени газеты «Красная Звезда» вначале по одной площадке с 25-мм пушкой и зенитным пулемётом ДШК, на «Козьме Минине» вначале две площадки по две 25-мм пушки, на «Илье Муромце» вначале две площадки по две полуавтоматические 76-мм зенитные пушки образца 1915 года, затем, вероятно, на всех 25-ти и 76-мм пушки и пулемёты ДШК на зенитных бронеплощадках заменили на 37-миллиметровые; на «За Сталина» и «Илье Муромце» броня бронепаровоза и бронеплощадок клёпанная, на остальных — сварная.

## Особый бронепоезд № 1 «За Сталина!»
Особый бронепоезд № 1 «За Сталина!» — особый отдельный бронепоезд — изделие и воинская часть (отдельный бронепоезд) автобронетанковых войск РККА, один из двух бронепоездов, построенных на Коломенском заводе во время Великой Отечественной войны.
Особый бронепоезд № 1 «За Сталина!» построен за полтора месяца и, том числе, на средства из 1 157 973 рублей, собранных работниками Коломенского завода и жителями Коломны. Конструкция бронепаровоза и броневых площадок бронепоезда № 1 в 1942 году легли в основу конструкции бронепаровоза и бронеплощадок, разработанного ремонтной базой № 6 для именных бронепоездов автобронетанковых войск «Козьма Минин», «Илья Муромец», «Имени газеты „Правда“» и «Имени газеты „Красная звезда“» (а позже и типа БП-43) и зенитных бронеплощадкок типа ПВО-4.
Инициатива постройки бронепоезда и укомплектования добровольцами его экипажа принадлежала коллективу Коломенского завода.
26 июля 1941 года было издано постановление Государственного комитета обороны № 287сс. Постройка началась в конце июля и завершена к 10 сентября, на митинге особый бронепоезд был передан его экипажу.
Бронепоезд имел две части — боевую и базовую. Боевая часть состояла из бронепаровоза, двух артиллерийских бронеплощадок, и трёх зенитных бронеплощадок; для предохранения поезда от подрывов в нём четыре двухосные контрольные платформы, они же использовались и для перевозки путевого инструмента и запаса элементов верхнего строения пути (рельсов, шпал и другого). Базовая часть включала четыре 4-осных крытых вагона для личного состава, два 4-осных пассажирских вагона (штабной и командно-санитарный), вагон-мастерскую, вагон-баню, вагон-кухню, вагон-вещевой склад, вагон-склад топлива, вагон для запчастей, вагон для боевых припасов, зенитную платформу.
Входившие в состав бронепоезда две бронеплощадки построены на базе 4-осных 50-тонных платформ; судя по фотографиям, они имели тележки типа УВЗ (с литыми боковинами). При конструировании использовались эскизные чертежи бронеплощадки с танковыми башнями, разработанные броневой ремонтной базой № 6 в 1940 году. Корпус представлял собой каркас из металлического профиля, обшитый бронелистами толщиной 45 мм. Вооружение каждой площадки из двух 76-мм орудий Ф-34 (в башнях танка Т-34) и четырёх пулемётов Максима (в бортовых шаровых установках). Посадка экипажа осуществлялась через дверь в одной из торцевых стенок. В средней части крыши имелась командирская рубка.

Бронепоезд был с двухосными зенитными бронеплощадками с бронированными бортами. Он имел две такие площадки; одна из них была вооружена 37-мм автоматической зенитной пушкой обр. 1939 г., другая — пулемётом ДШК. Но на фотографиях бронепоезда видны две бронеплатформы с зенитными пушками; это позволяет предположить, что зенитное вооружение было усилено — в процессе постройки бронепоезда или же перед выходом на фронт. Ещё одна зенитная платформа (с пулемётом ДШК) составляла ПВО базовой части. 
Помимо указанного вооружения бронепоезд имел четыре спаренных с пушками в танковых башнях пулемёта ДТ с круговым обстрелом.
Судьба особого бронепоезда № 1 «За Сталина!» сложилась трагически. 11 октября) 1941 года на 174-м км Западной железной дороги между станциями Колесники и Гжатск он в первом же бою потерян — расстрелян с небольшой дистанции немецкими батареями и штурмовым орудием StuG III. Поезд двигался к Гжатску со стороны Можайска и за станцией Колесники успешно обстрелял немецкие танки слева по ходу своего движения (то есть к югу от железной дороги). Бронепоезд обстрелян самоходным штурмовым орудием из артиллерийского полка моторизованной дивизии СС «Рейх», после чего начал медленно отходить, ведя при этом сильный огонь. Батареи того же артиллерийского полка, занявшие позиции восточнее Ивашково, открыли огонь по бронепоезду с дистанции около 1,5 км, а 4-я батарея полка (вероятно, с южной стороны железной дороги) — с дистанции около 400 метров. Паровоз получил повреждения; бронепоезд остановился, но продолжал вести сильный огонь. К 12 часам дня бронепоезд выбыл из строя, и экипаж начал его оставлять. Снимки, сделанные после боя, дают основание полагать, что в одной из бронеплощадок сдетонировал боезапас или же она была подорвана экипажем (площадка разрушена практически полностью). Также на котле бронепаровоза справа спереди видны 2 пробоины, от которых, вероятно, упало давление в котле, бронепоезд остановился и, неподвижный, был расстрелян немецкими орудиями.

## Бронепоезд «Илья Муромец»
Бронепоезд № 2 «Илья Муромец» (с 5 декабря 1942 года бронепоезд № 702 «Илья Муромец»), 31-го отдельного особого дивизиона бронепоездов (31-го оодбп) — бронепоезд (изделие), построенный 8 февраля 1942 года для РККА железнодорожниками Муромского узла, и подразделение — бронепоезд ГАБТУ РККА, позже БТ и МВ РККА.
Бронепоезд был защищён броней толщиной 20—45 миллиметров и за всю войну не получил ни одной пробоины.
Бронирование бронепаровоза: цилиндры, будка машиниста и командирская рубка — 45 мм, котёл и тендер — 30 мм; бронеплощадки: борта — 45 мм, вертикальное артиллерийских башен — 45 мм; крыша — 20 мм. Две крытые артиллерийские бронеплощадки, две открытые зенитно-миномётные бронеплощадки. Каждая крытая бронеплощадка вооружена двумя 76-мм пушками Ф-34 в башнях от танков Т-34. Кроме спаренных с пушками 7,62-мм пулемётов ДТ, бронеплощадки имели по 4 7,62-мм пулемета Максима в шаровых опорах в бортах — по две на каждый борт. Открытые зенитно-миномётные площадки вначале имели спереди и сзади по 2 76-мм зенитные пушки Лендера, а на центральном отсеке по пусковой установке М-8-24 реактивных снарядов М-8 с 24 направляющими. За боевые заслуги 31-й отдельный особый Горьковский дивизион бронепоездов, в который входили бронепоезда «Илья Муромец» и «Козьма Минин», награждён орденом Александра Невского.
Бронепоезд прошёл путь от Мурома до Франкфурта-на-Одере. За время войны он уничтожил немецкий бронепоезд, 7 самолётов, 14 орудий и миномётных батарей, 36 огневых точек противника, 875 солдат и офицеров. Победу «Илья Муромец» встретил в пятидесяти километрах от Берлина.

## Бронепоезд «Козьма Минин»
Бронепоезд № 1 «Козьма Минин» (с 5 декабря 1942 года бронепоезд № 659 «Козьма Минин») — изделие (бронепоезд, БП), построенный в октябре 1941-го — феврале 1942 года железнодорожниками, рабочими паровозных и вагонных депо станции Горький-Московский, и формирование — подразделение — бронепоезд, бп, бепо) который входил в 31-й отдельный особый дивизион бронепоездов.
Также встречаются его следующие наименования: бронепоезд «Козьма Минин» 31-го однбп; бронепоезд № 1 31-го однбп; бронепоезд № 659 31-го однбп
В первые месяцы войны, еще до появления директивы Народного комиссара обороны СССР за № 22сс о строительстве бронепоездов, 24 октября 1941 года на пленуме Горьковского областного комитета (обком) ВКП(б) было принято решение о строительстве «двух мощных броневых поездов», предназначенных для защиты от немецко-фашистских захватчиков.
После согласования с главным автобронетанковым управлением Красной Армии ремонтная база (рембаза) № 6 передала руководству горьковского депо чертежи на бронепаровоз и бронеплощадку ПЛ-42, разработанную с учётом предыдущего опыта по изготовлению особого бронепоезда № 1 «За Сталина!». Помимо этого, в помощь для изготовления бронепоезда направили бригаду опытных работников рембазы № 6. «Козьма Минин», так наименовали бронепоезд, был готов к 21 февраля 1942 года. 5 декабря 1942 года на основании распоряжения Начальника ГБТУ РККА бронепоезд № 1 31-го ооднбп получил новый № 659.

## Бронепоезда «Имени газеты „Правда“» и «Имени газеты „Красная Звезда“»
Бронепоезда «Имени газеты „Правда“» и «Имени газеты „Красная Звезда“» — два однотипных бронепоезда, построенных в депо станции Кожевенная, на находившейся там в эвакуации ремонтной базе № 6 и состоявших из бронепаровоза типа О (броня закалёная толщиной 30—45 мм, вооружение зенитный крупнокалиберный пулемет ДШК на тендере в башне), двух бронеплощадок с бронёй бортов толщиной 45 мм, вооружение 2 пушки Ф-34 и 6 пулеметов ДТ на каждой и площадки (броня бортов 30 мм, вооружена 25-мм зенитной пушкой и пулеметом ДШК). Построен к 8 августа 1942 года.
8 августа бронепоезд «Имени газеты „Правда“» передан в 38-й отдельный дивизион бронепоездов (38-й одбп) и личный состав дивизиона начал освоение бронепоезда и боевой подготовке, в то же время помогая работникам рембазы № 6 в строительстве второго однотипного бронепоезда «Имени газеты „Красная Звезда“».
4 — 11 ноября 1942 года «Имени газеты „Правда“» на полигоне у станции Ильино проводил испытание нового прицела ИС-55 для стрельбы с закрытых позиций. Испытания успешны, и прицел под названием ЗИС-1 приняли на вооружение бронепоездов с пушками Ф-34.
19 ноября 1942 года 38-му дивизиону бронепоездов передали второй бронепоезд «Имени газеты „Красная Звезда“» (бронепаровоз O, две артиллерийские бронеплощадки, зенитная бронеплощадка, данные такие же, как у бронепоезда «Имени газеты „Правда“»), и через два дня 38-й дивизион убыл в Москву и по прибытии разместился на Павелецком вокзале.
По распоряжению начальника ГБТУ от 5 декабря 1942 года бронепоездам присвоены новые номера: «Имени газеты „Правда“» — № 754, «Имени газеты „Красная Звезда“» — № 730.
2 мая 1943 года 38-й дивизион бронепоездов убыл на Воронежский фронт, где 14 мая вошел в 7-й гвардейскую армию.
8—22 мая 1943 года бронепоезд № 754 у Волчанска поддерживал части 15-й гвардейской стрелковой дивизии. По отзывам командования артналеты произвели успешно.
23 мая 1943 года бронепоезд № 754 на станции Великий Бурлук атаковала немецкая авиация и вывела из строя его бронепаровоз. В повторном налете прямым попаданием авиабомб выведена из строя одна бронеплощадка и зенитная платформа, Убито 9 человек, ранено и контужено 15. Бронепоезд направлен на ремонт в Купянск. Бронепоезд «Имени газеты „Красная Звезда“» в это время действовал на участке Белый Колодец — Волчанск.
Бронепоезд № 754 из ремонта пришёл в июле, во время ремонта военно-эксплуатацинный отряд изготовили новую зенитнйую бронеплощадку при участии экипажа бронепоезда.
По мере продвижения 7-й гвардейской армии в наступлении, двигался вперед и 38-й одбп. Из-за того, что железная дорога была сильно разрушена, бронепоезда не могли пройти к фронту, поэтому их основной задачей стало прикрытие станций, мостов и других объектов от атак с воздуха. 38-й дивизион шёл через Мерефу, Полтаву, Знаменку, Кировоград, Рудницу, Израиновку. К 14 июля 1944 года он на станции Иерешти (Румыния) с задачей не допустить прорыва немецких танков на стыке 7-й гвардейской и 40-й армий.
23 августа 1944 года бронепоезда дивизиона у города Роман огнём поддерживали наступление 51-го стрелкового корпуса. При этом наше командование отмечало, что бронепоезда действовали «слаженно и эффективно, поставленная задача выполнена отлично». По мере ремонта железной дороги 38-й одбп двигался вперед и 2 сентября был на станции Двитешти.
Осенью 1944 года 38-й дивизион вывели в резерв 2-го Украинского фронта, а к лету 1945 года он был на станции Нара Московской области.
38-й одбп расформирован с 15 мая по 20 июня 1946 года на основании директивы Генерального Штаба от 6 мая 1946 года. Бронепоезда переданы 1-му отдельному полку бронепоездов имени Алябьева и в дальнейшем, вероятно, переданы на базу хранения и затем предположительно, как и другие бронепоезда периода Великой Отечественной, на металлолом.

## Память
О боевых заслугах экипажей бронепоездов в Великой Отечественной войне напоминают установленные на вечную стоянку бронепаровозы Ок № 139 в Нижнем Новгороде и Ов № 3345 в Муроме, водившие бронепоезда № 659 «Козьма Минин» и № 702 «Илья Муромец» в составе 31-го отдельного особого Горьковско-Варшавского ордена Александра Невского дивизиона бронепоездов.— Ефимьев А. В., Манжосов А. Н., Сидоров П. Ф. Бронепоезда в Великой Отечественной войне 1941 — 1945.
.